# José Oriol

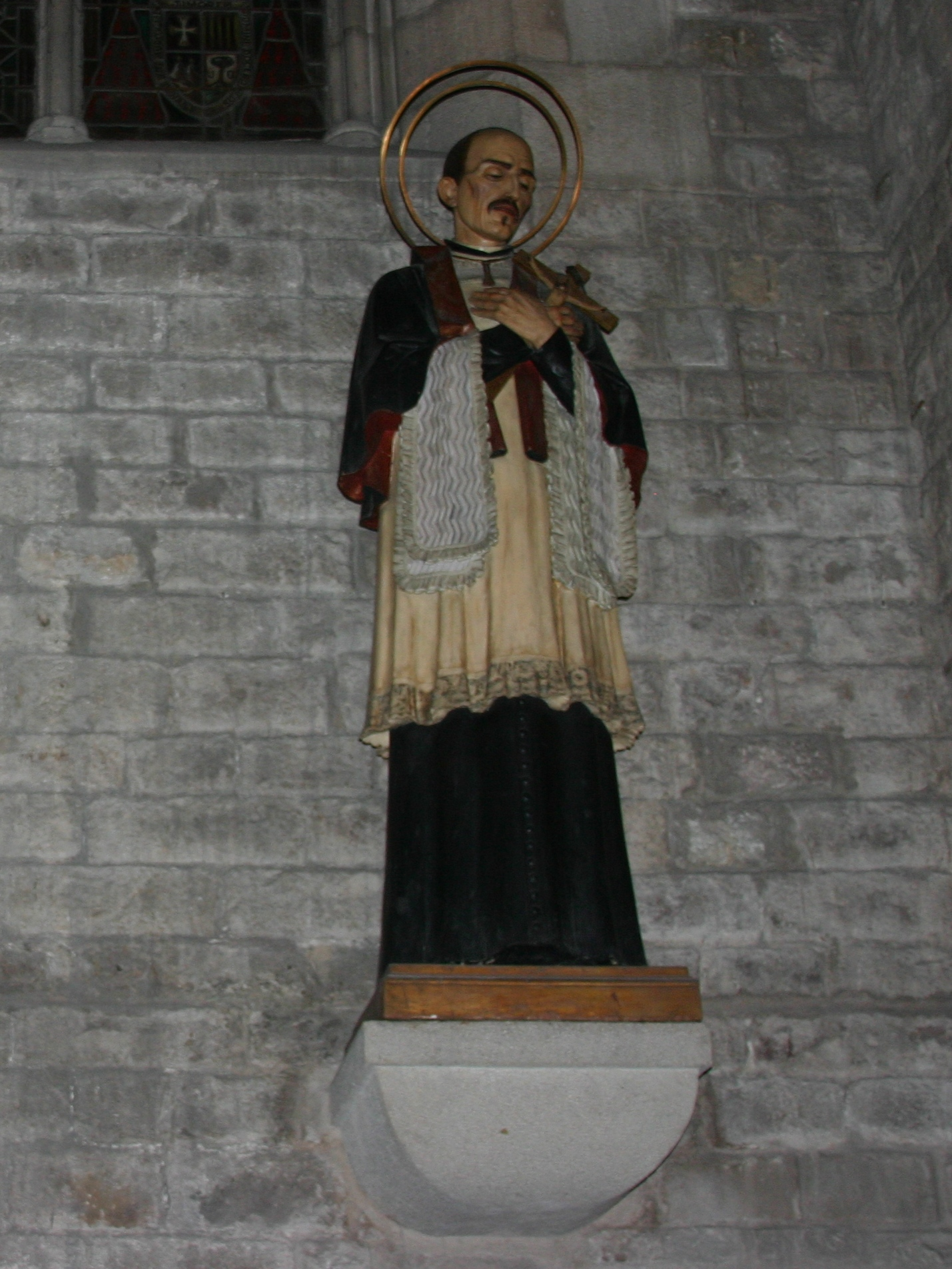
José Oriol

José Oriol (* 23. November 1650 in Barcelona, Spanien; † 22. März 1702 ebenda), deutsch auch Joseph Oriol, ist ein Heiliger der römisch-katholischen Kirche.

## Leben
Oriol schloss seine philosophischen und theologischen Studien im Jahre 1674 mit einer Promotion zum Doktor der Theologie ab und empfing zwei Jahre darauf das Sakrament der Priesterweihe. Er pilgerte 1687 nach Rom und wurde nach seiner Rückkehr in die spanische Heimat zum Stiftspfarrer an der Kirche Santa Maria del Pino in Barcelona ernannt. Oriol war ein begnadeter Seelsorger, dessen besondere Fürsorge den Armen und Kranken galt. Er lebte streng asketisch und legte sich schwere Bußübungen auf. Schon zu Lebzeiten galt er als Wundertäter. Papst Pius X. sprach ihn am 20. Mai 1909 heilig.